# Valentine Ployart
Valentine Ployart (née le 2 novembre 1909 à Lille et morte le 2 avril 1945 à Waldheim) est une résistante française. Elle participe à l'hébergement et à l'évasion de nombreux aviateurs français et alliés avec les réseaux Organisation civile et militaire, Comète, Pat O'Leary et Bordeaux-Loupiac.

## Biographie
Valentine Defeller est née le 2 novembre 1909 à Lille. Elle épouse Moïse Ployart (1905-1978) le 6 juin 1931, ils ont un fils, Guy, né le 27 octobre 1935.
Son mari est prisonnier de guerre et elle s'occupe seule de leur enfant.
Valentine Ployart héberge à son domicile, rue Jeanne Maillotte à La Madeleine, des évadés, des aviateurs alliés, leur procure vivres et vêtements et s'occupe de leur rapatriement. Selon un rapport en sa faveur d’Edgard d’Hallendre, elle assure à ses frais la subsistance des aviateurs et les habille, la plupart du temps, avec des habits de son mari, prisonnier en Allemagne et à son retour il n’aurait plus rien pour se vêtir et ses économies auront disparu. Elle prend charge 50 à 60 aviateurs au cours de leur évacuation vers l'Espagne et Gibraltar entre décembre 1941 et octobre 1943. La présence de nombreux hommes au domicile de cette femme dont le mari est absent,  lui fait d'ailleurs une réputation de femme « de mauvaise vie » ,,,. 
Elle travaille pour l'Organisation civile et militaire (OCM) fondée par Eugène Hallendre, est membre des réseaux Comète, Pat’O’Leary et Bordeaux-Loupiac.
Son activité dans la région devenant trop connue, l’OCM décide de l’envoyer dans une autre région, avec une fausse identité. Mais elle est arrêtée par la Gestapo de La Madeleine le 28 octobre 1943. Déportée depuis la prison de Saint-Gilles par le transport Nacht und Nebel du 16 mai 1944 comme, elle transite par Aix-la-Chapelle, Cologne et Waldheim où elle décède le 2 avril 1945. Elle a 35 ans.

## Hommages
- Croix de guerre 1939–1945, citation à l'ordre du régiment[12]
- Médaille de la Résistance française à titre posthume (décret du 31 mars 1947)[13]

- Homologation Forces françaises de l'intérieur[14]

- Un arrêté du  23 novembre 1997 autorise l'apposition de la mention "Mort en déportation" sur son acte de naissance (JORF du 27 janvier 1998, page 1259)[15]
- Son nom est gravé sur le monument aux morts de La Madeleine et sur une plaque apposée dans le cimetière, avec la mention Aux Madeleinois morts en déportation 1942 - 1945[16],[17]